# DistroWatch
DistroWatch és un lloc web que compila notícies, enllaços amb anàlisis, captures de pantalla i informacions d'actualització, llançaments o desenvolupaments, i estableix un rànquing de popularitat, relacionant tot aquest conjunt de característiques a les distribucions dels sistemes operatius GNU/Linux, BSD, Solaris i els seus derivats. A més, alberga altres informacions sobre aplicacions lliures i de codi obert.
DistroWatch facilita, en certa manera, la comparació de les distribucions i les característiques que diferencien a unes d'unes altres, ja que, es pot trobar bastant informació en un sol lloc.
El contingut de Distrowatch pot ser accedit en els següents idiomes: anglès, francès, espanyol/castellà, alemany, albanès, bosnià, japonès, hebreu, danès, noruec Bokmål, bengalí, català, persa, polonès, vietnamita, xinès tradicional, entre molts altres.

## Origen
El lloc va ser iniciat el 31 de maig de 2001, i des de llavors ho manté Ladislav Bodnar. En els seus inicis, solament comptava amb una taula molt simple amb les cinc Distribucions Linux més grans en aquell moment, on es comparaven diverses característiques (preu, versió, data de realització, etc.).
Amb el temps, el lloc ha augmentat en contingut i especificació d'aquest. El creixement en desenvolupament de les distribucions GNU/Linux, BSD, i Solaris, i el seu ús massiu i diversificació, ha permès mantenir una gran base de dades relacionats a les contínues modificacions, actualitzacions i discontinuïtats del programari lliure i de codi obert en general.

## Estadístiques
Referent a les estadístiques presents en aquesta pàgina web, Bodnar diu: 
L'estadística de DistroWatch se cita sovint com a guia sobre la popularitat de les distribucions. S'ha cridat al seu comptador de hits (o visites) el millor baròmetre de les distribucions GNU/Linux en Internet. No obstant això, s'ha de prendre en consideració el que diu el seu autor.
S'ha indicat que el sistema de votació de DistroWatch no està protegit contra els vots múltiples unipersonals, i s'ha acusat a certes distros de realitzar aquestes accions, per la qual cosa el lloc pot ser més interessant per la manera simple de mostrar característiques de les distribucions, que per la fiabilitat de la mesura de la seva popularitat.

### Algunes dades de visites[4][5][6][7][8][9][10]
| Any  | Posat | Distribució   | Visites Diàries | Notes                                   |
| ---- | ----- | ------------- | --------------- | --------------------------------------- |
| 2002 | 1     | Mandrake      | 473             | Actualment anomenada Mandriva           |
| 2002 | 2     | Red Hat Linux | 453             |                                         |
| 2002 | 3     | Gentoo        | 326             |                                         |
| 2002 | 4     | Debian        | 311             |                                         |
| 2002 | 5     | Sorcerer      | 253             |                                         |
| 2003 | 1     | Mandrake      | 770             |                                         |
| 2003 | 2     | Red Hat Linux | 631             |                                         |
| 2003 | 3     | Knoppix       | 489             |                                         |
| 2003 | 4     | Gentoo        | 460             |                                         |
| 2003 | 5     | Debian        | 428             |                                         |
| 2004 | 1     | Mandrake      | 1457            |                                         |
| 2004 | 2     | Fedora        | 1202            | Basada en la comunitat de Red Hat Linux |
| 2004 | 3     | Knoppix       | 910             |                                         |
| 2004 | 4     | SUSE          | 858             |                                         |
| 2004 | 5     | Debian        | 832             |                                         |
| 2005 | 1     | Ubuntu        | 2546            | Basada en Debian                        |
| 2005 | 2     | Mandriva      | 1664            |                                         |
| 2005 | 3     | SUSE          | 1451            |                                         |
| 2005 | 4     | Fedora        | 1211            | Basada en la comunitat de Red Hat Linux |
| 2005 | 5     | MEPIS         | 1145            |                                         |
| 2006 | 1     | Ubuntu        | 2640            | Basada en Debian                        |
| 2006 | 2     | openSUSE      | 2027            | Basada en la comunitat SUSE Linux       |
| 2006 | 3     | Fedora        | 1444            | Basada en la comunitat de Red Hat Linux |
| 2006 | 4     | MEPIS         | 1045            |                                         |
| 2006 | 5     | Mandriva      | 1015            |                                         |
| 2007 | 1     | Ubuntu        | 2519            | Basada en Debian                        |
| 2007 | 2     | PCLinuxOS     | 2502            |                                         |
| 2007 | 3     | openSUSE      | 1596            |                                         |
| 2007 | 4     | Fedora        | 1332            | Basada en la comunitat de Red Hat Linux |
| 2007 | 5     | Sabayon       | 1087            |                                         |
| 2008 | 1     | Ubuntu        | 2325            | Basada en Debian                        |
| 2008 | 2     | openSUSE      | 1740            |                                         |
| 2008 | 3     | Linux Mint    | 1458            | Basada en Ubuntu                        |
| 2008 | 4     | Fedora        | 1376            | Basada en la comunitat de Red Hat Linux |
| 2008 | 5     | PCLinuxOS     | 1147            |                                         |
| 2009 | 1     | Ubuntu        | 2249            | Basada en Debian                        |
| 2009 | 2     | Fedora        | 1569            | Basada en la comunitat de Red Hat Linux |
| 2009 | 3     | Linux Mint    | 1408            | Basada en Ubuntu                        |
| 2009 | 4     | openSUSE      | 1367            |                                         |
| 2009 | 5     | Debian        | 1034            |                                         |
| 2010 | 1     | Ubuntu        | 2185            | Basada en Debian                        |
| 2010 | 2     | Fedora        | 1569            | Basada en la comunitat de Red Hat Linux |
| 2010 | 3     | Linux Mint    | 1487            | Basada en Ubuntu                        |
| 2010 | 4     | openSUSE      | 1231            |                                         |
| 2010 | 5     | Debian        | 1067            |                                         |
| 2011 | 1     | Linux Mint    | 2618            | Basada en Ubuntu                        |
| 2011 | 2     | Ubuntu        | 2192            | Basada en Debian                        |
| 2011 | 3     | Fedora        | 1628            | Basada en la comunitat de Red Hat Linux |
| 2011 | 4     | Debian        | 1405            |                                         |
| 2011 | 5     | openSUSE      | 1386            |                                         |
| 2012 | 1     | Linux Mint    | 3752            | Basada en Ubuntu                        |
| 2012 | 2     | Mageia        | 2095            | Basada en Mandriva                      |
| 2012 | 3     | Ubuntu        | 2045            | Basada en Debian                        |
| 2012 | 4     | Fedora        | 1560            |                                         |
| 2012 | 5     | openSUSE      | 1348            |                                         |